# 만딩가
만딩가는 2002년에 결성된 루마니아의 팝, 라틴 밴드이다. 보컬을 담당하던 엘레나 게오르게가 2005년 떠나고, 2006년부터 엘레나 요네스쿠가 보컬을 맡고 있다. 2012년, 루마니아 예선을 통과해, 유로비전 송 콘테스트 2012에서 "Zaleilah"라는 곡으로 루마니아를 대표하였다.

## 음반 목록
- ...de corazón (2003)
- Soarele meu (2005)
- Gozalo (2006)
- Donde (2007)
- Club de Mandinga (2012)